# Флойд, Карлайл
Карлайл Флойд (англ. Carlisle Floyd, 11 июня 1926 — 30 сентября 2021) — американский оперный композитор. Наиболее известен своими операми, связанными с темами американского Юга. Самая известная его опера «Сюзанна» (1955) основана на библейском сказании о Сусанне и старцах, но действие перенесено в Теннеси, а либретто написано на южном диалекте. В 2004 году «отец американской оперы», как его называли, был удостоен Национальной медали в области искусств.

## Дискография
- Susannah (Studer, Hadley, Ramey; Nagano, 1993-94) Virgin Classics
- Susannah (Curtin, Cassilly, Treigle; Andersson, 1962) [live] VAI
- Pilgrimage: excerpts (Treigle; Torkanowsky, 1971) Orion
- The Sojourner and Mollie Sinclair (Neway, Treigle; Rudel, 1963) VAI
- Markheim (Schuh, Treigle; Andersson, 1966) [live] VAI
- Of Mice and Men (Futral, Griffey, Hawkins; Summers, 2002) [live] Albany Records
- Cold Sassy Tree (Racette; Summers, 2000) [live] Albany Records